# Beata Bochentyn
Beata Maria Bochentyn z domu Riegel (ur. 1985) – polska fizyczka, wykładowczyni Politechniki Gdańskiej.

## Życiorys
Beata Bochentyn uczęszczała do III Liceum Ogólnokształcącego w Wejherowie. Wybierana najlepszą studentką Politechniki Gdańskiej. W 2009 ukończyła studia w zakresie fizyki technicznej na Politechnice Gdańskiej. Tamże w 2013 obroniła doktorat w specjalności fizyka ciała stałego Właściwości strukturalne i transportowe kompozytów tytanianu strontu z tlenkami przewodzącymi jonowo (promotor: Bogusław Kusz) oraz w 2020 habilitację w dziedzinie nauk ścisłych i przyrodniczych, dyscyplina fizyka – Tlenkowe materiały funkcjonalne do ogniw paliwowych i urządzeń termoelektrycznych.
Od 2009 zawodowo związana z Wydziałem Fizyki Technicznej i Matematyki Stosowanej macierzystej uczelni, gdzie w Instytucie Nanotechnologii i Inżynierii Materiałowej pracuje na stanowisku profesora uczelni.
Naukowo zajmuje się badaniem tlenkowych materiałów funkcjonalnych do ogniw paliwowych i termoelektrycznych. Służy to poszukiwaniu tanich, wydajnych i stabilnych materiałów do urządzeń do przetwarzania energii. Wykazała między innymi, że związki tlenku ceru domieszkowanego lantanowcami osadzane na anodzie kilkakrotnie wydłużają długoterminową stabilność, odporność na osadzanie węgla i zatruwanie siarką ogniw w porównaniu do ogniw tradycyjnych. Kierowany przez nią zespół stworzył także narzędzie do kompleksowej analizy dynamicznego procesu reformingu wewnętrznego biogazu w oparciu o jednoczesne badania elektryczne oraz analizę składu gazów wylotowych z ogniwa.
Zaangażowana w Ruch Światło-Życie. Matka trzech synów.

## Nagrody i odznaczenia
- Nagroda Rektora Politechniki Gdańskiej za osiągnięcia naukowe III stopnia (1)
- Nagrody Rektora Politechniki Gdańskiej za osiągnięcia badawczo-rozwojowe III stopnia (2)
- Nagrody Rektora Politechniki Gdańskiej za osiągnięcia dydaktyczne (indywidualne i zespołowe): I stopnia (2), II stopnia (3), III stopnia (2)
- Nagrody Rektora Politechniki Gdańskiej za osiągnięcia organizacyjne III stopnia (4)
- Nagrody Rektora Politechniki Gdańskiej dla Młodych Pracowników Nauki (4)
- Stypendium dla wybitnych doktorantów Ministerstwa Nauki i Szkolnictwa Wyższego
- W 2015 jej dysertacja otrzymała III nagrodę w konkursie Energa SA na najlepszą pracę doktorską (2015)[9]
- Stypendium „START” przyznawane przez Fundację na rzecz Nauki Polskiej dla wybitnych młodych uczonych na początku kariery naukowej (2017)[8]
- laureatka konkursu stypendialnego Nagrody Naukowe „Polityki” (2021)[2]
- Nagroda im. prof. Walthera Hermana Nernsta za osiągnięcia naukowe związane z procesami elektrochemicznymi (2022)
- Medal im. Profesora Ignacego Adamczewskiego (2022)[10]

Źródło:.